# Carlogonus robustior
Carlogonus robustior är en mångfotingart som först beskrevs av Carl Graf Attems.  Carlogonus robustior ingår i släktet Carlogonus och familjen Harpagophoridae. Inga underarter finns listade i Catalogue of Life.